# Битенська сільська рада
Битенська сільська́ ра́да (біл. Быценскі сельсавет) — адміністративно-територіальна одиниця у складі Івацевицького району Берестейської області Білорусі. Адміністративний центр — село Битень.

## Склад
Населені пункти, що підпорядковувалися сільській раді станом на 2009 рік:
| Населений пункт | Тип  | Населення, осіб (2009) |
| --------------- | ---- | ---------------------- |
| Битень          | село | 1579                   |
| Довге           | село | 88                     |
| Запілля         | село | 110                    |
| Заріччя         | село | 117                    |
| Козино          | село | 128                    |
| Мантюти         | село | 79                     |
| Мироним         | село | 148                    |
| Наливки         | село | 253                    |
| Погор'я         | село | 28                     |
| Приборово       | село | 63                     |
| Рудня           | село | 5                      |
| Угли            | село | 79                     |

## Населення
За переписом населення Білорусі 2009 року чисельність населення сільської ради становила 2677 осіб.

### Національність
Розподіл населення за рідною національністю за даними перепису 2009 року:
| Національність               | Осіб | Відсоток |
| ---------------------------- | ---- | -------- |
| білоруси                     | 2503 | 93,50 %  |
| росіяни                      | 125  | 4,67 %   |
| українці                     | 24   | 0,90 %   |
| поляки                       | 14   | 0,52 %   |
| дві та більше національності | 3    | 0,11 %   |
| татари                       | 1    | 0,04 %   |
| азербайджанці                | 1    | 0,04 %   |
| туркмени                     | 1    | 0,04 %   |
| грузини                      | 1    | 0,04 %   |
| узбеки                       | 1    | 0,04 %   |
| казахи                       | 1    | 0,04 %   |
| мордва                       | 1    | 0,04 %   |
| національність не вказана    | 1    | 0,04 %   |
| Разом                        | 2677 | 100 %    |